# Alexandraland
Alexandraland (Russisch: Земля Александры; Zemlja Aleksandry) is het westelijkste eiland van de Russische archipel Frans Jozefland. Alexandraland is volgens een versie vernoemd naar de Russische grootvorstin Alexandra Paulowna en volgens een andere naar de Britse koningin Alexandra.
Het eiland heeft een grenspost bij de luchthaven Nagoerskaja, de noordelijkste plaats van Rusland en de enige plaats op Frans Jozefland waar soldaten van de grensdivisie van de FSB zijn gelegerd.

## Geografie
Met een oppervlakte van 1051 km² behoort Alexandraland tot de grotere eilanden van de archipel. Het eiland wordt aan de zuidoostelijke zijde door de Straat Cambridge (ca. 13 km breed) en aan oostzijde door de Straat Archangelsk gescheiden van (Prins) Georgland, het grootste eiland van de archipel. Ongeveer 160 kilometer ten westen van Alexandraland, ervan gescheiden door de Frans Victortrog, ligt het geïsoleerde Russische eiland Victoria, het westelijkste eiland van Rusland.
Alexandraland heeft een geleidelijk verlopende noordwestelijke en noordoostelijke kust, maar de andere kusten worden ingesneden door baaien en bochten. Aan de oostzijde bevindt zich het grote schiereiland Poljarnych Lettsjikov ("poolpiloten"). Op het eiland bevinden zich twee ijskappen; de grote Loenny ("maan") die het hele zuidelijke deel van het eiland bedekt, het hoogste punt van het eiland bevat (382 meter) en aan noordzijde de gletsjer Boester (van 'booster'; "versterker") vormt; en de Kropotkin (naar Peter Kropotkin) die het zuidelijk deel van het schiereiland Poljarnych Lettsjikov bedekt.
Het westelijkste punt van het eiland en de hele archipel is Kaap Mary Harmsworth. Aan zuidwestzijde daarvan ligt de Nordenskiöldbaai, die aan zuidzijde wordt afgesloten door Kaap Lofley. Tussen de kapen Lofley en Ludlow ligt de Karl Weyprechtbocht, die zich veel dieper het eiland insnijdt. Aan de zuidoostkust, langs de Straat Cambridge, is de kust erg grillig met vele baaien. Vanaf het zuidwesten volgen achtereenvolgens drie naamloze bochten (de eerste tussen de kapen Ludlow en Palets; de tweede tussen Palets en Abrosimov; en de derde tussen Abrosimov en Ledjanoj - met het kusteilandje Ldinka) en de grote Dezjnjovbaai, die gelegen is tussen Ledjanoj en Kaap Thomas; het zuidelijke eindpunt van het schiereiland Poljarnych Lettsjikov. Aan oostzijde van het schiereiland ligt Kaap Zamantsjivy ("verleidelijk, aanlokkelijk"). De noordelijkste kaap van het eiland is Nagórski. Ten zuidoosten ervan bevindt zich het poolstation Nagoerskaja (naam afgeleid van Nagórski) en iets zuidoostelijker de Zverobojevbocht ("jagersbocht"). Tussen Kaap Nagórski en Kaap Mary Harmsworth liggen de kapen Strelka en Nimrod. Tussen Nagórski en Strelka ligt de Otmelnajabocht ("zandbankbocht").

## Geschiedenis
Alexandraland werd in 1894 ontdekt door de Oostenrijk-Hongaarse Noordpoolexpeditie onder leiding van Julius Payer en Karl Weyprecht en door hen vernoemd naar Alexandra Paulowna Romanova, grootvorstin van Rusland en vrouw van Jozef Anton Johan, aartshertog van Oostenrijk en paltsgraaf (gouverneur) van Hongarije. In 1914 wisten zeevaarder Valerian Albanov en matroos Aleksandr Konrad als enige overlevenden van een in 1912 begonnen maandenlange expeditie op de Svjataja Anna door het pakijs de westelijke kaap van het eiland te bereiken, die Kaap Mary Harmsworth werd vernoemd, naar de vrouw van de Britse mediamagnaat Alfred Harmsworth, de hoofdsponsor van de expeditie van Frederick George Jackson naar Frans Jozefland eerder in 1894.
In september 1943, tijdens de Tweede Wereldoorlog, richtte de Duitse Wehrmachtgroep "Schatzgräber" een klein weerstation in aan westzijde van Alexandraland met een mijnenveld eromheen ter verdediging. Het was een van de 13 afgelegen Duitse weerstations in het westelijk poolgebied die nazi-Duitsland via Noord-Noorwegen van informatie voorzag over het weer, ijsbewegingen, communicatie tussen Russische poolstations en storingen uitzond daartussen. Nadat Duitse soldaten trichinose kregen na het eten van rauw ijsberenvlees werd het echter opgegeven op 7 juli 1944. In 1947 werd het weerstation ontdekt door de Russen toen piloot Ilja Mazoeroek op zoek was naar een geschikte plaats voor een Russisch weerstation. De Duitse regering nam daarop contact op over het achtergelaten mijnenveld, maar de Sovjet-Unie weigerde de hulp van de Duitsers. Pas begin jaren 1990, na de opheffing van de Sovjet-Unie werden de mijnen opgeruimd door het Noorse poolinstituut. De provisorische landingsbaan van het oude Duitse weerstation werd in 1992 verlengd door een Oostenrijks-Russische expeditie onder leiding van de Oostenrijkse schrijver Christoph Ransmayr ter ere van Payers werk.

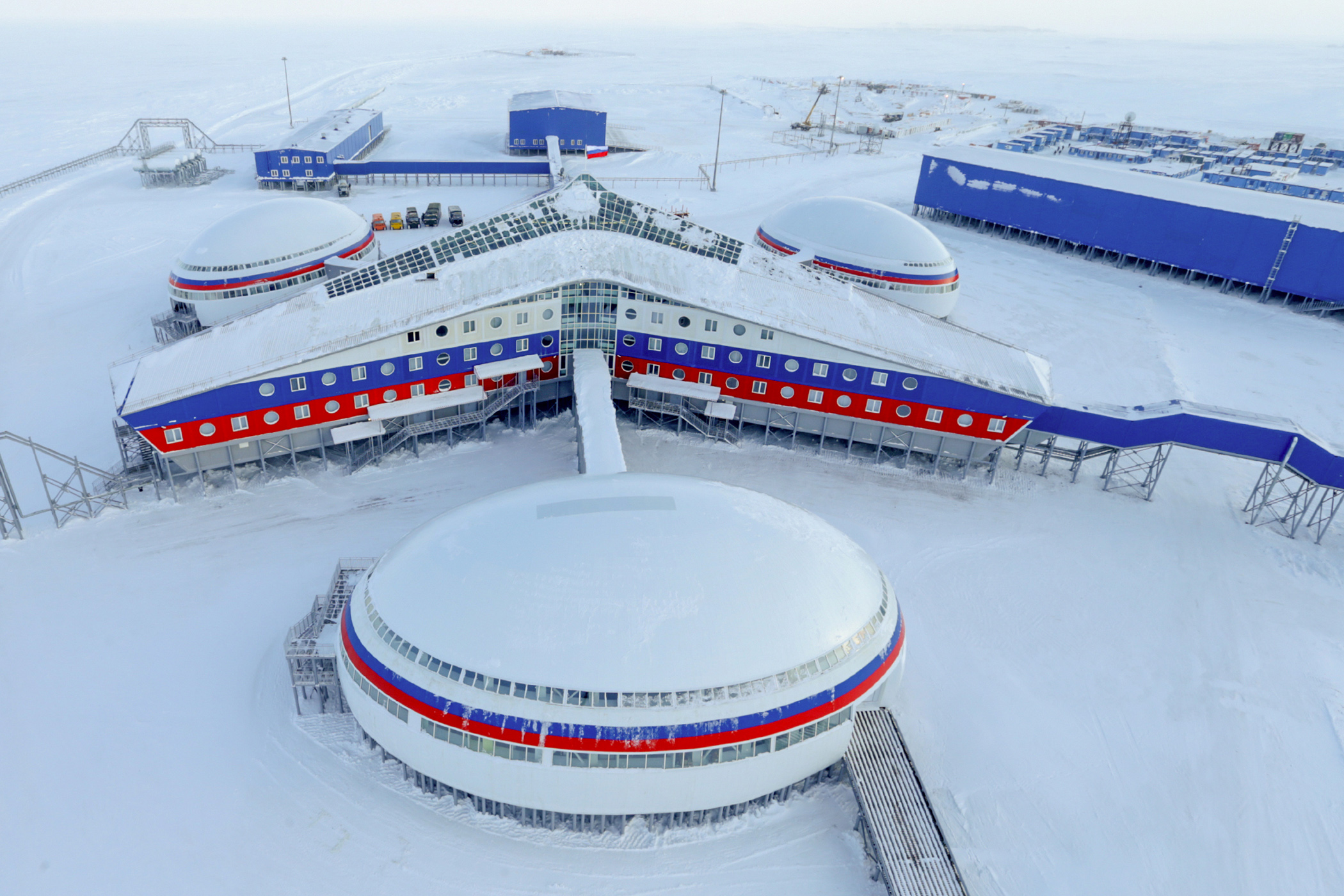
Nieuw complex

In 1947 zetten de Russen niet ver van het Duitse weerstation het poolstation Nagoerskoje op. Vanaf de jaren 50 werd de landingsbaan gebruikt als vooruitgeschoven basis (trainingsvluchten) voor strategische bommenwerpers als verdediging tegen de Verenigde Staten. Tijdens de Koude Oorlog bevond zich hier ook een radarstation. In de jaren 80 werd een grenspost ingericht bij het poolstation. Het poolstation werd in 1997 opgeheven, maar omtrent 2006 opnieuw in gebruik genomen na een grote moderniseringsoperatie voor het hele vliegveld. Hierbij werd ook een groot nieuw complex (het "atrium") in gebruik genomen, waar in 2008 de Russische Veiligheidsraad bijeenkwam. Er werken nu 16 wetenschappers en 6 meteorologen op het poolstation onder jurisdictie van de FSB.
Alexandraland · Georg-eiland · Graham Belleiland · Hall · Jacksoneiland · Northbrook · Rudolfeiland · Wiener Neustadteiland · Ziegler-eiland